# Villa di Petrognano
Villa Petrognano si trova in via di Petrognano 16 a Barberino Val d'Elsa.

## Storia e descrizione
Il complesso di Petrognano, con i numerosi annessi di fattoria, si trova lungo la strada del borgo più vicino ai ruderi di Semifonte e alla Rotonda di San Michele.
La villa venne costruita in parte sulle rovine del castello, nel XIV secolo. Dell'antico borgo, raso al suolo dai fiorentini nel 1202, restano oggi tre torri, costruite dai conti Alberti: due in altrettante case coloniche e una inglobata nella villa.
Fu nel XVI secolo dei Capponi, che lo tennero a lungo, fino all'epoca di Gino Capponi che, egli stesso, si fece promotore di alcuni lavori. Nell'Ottocento passò ai Mannucci-Benincasa e oggi è della contessa Venerosi Pesciolini, che vi risiede abitualmente.
Il fronte principale della villa ha un maestoso portone a bugnato, rialzato di sette gradini e posto alla congiunzione di due corpi di fabbrica. Al centro si trova il cortile,  con una loggetta a tre ordini di colonne tuscaniche. 
Nel perimetro murato del borgo si trova una grande colombaia, che chiude il giardino con al centro una vasca con fontana. La cappella, dedicata a San Michele, fu fatta costruire nel 1597 dal canonico Giovan Battista di Gino di Nerio Capponi. Si tratta di un tempietto a pianta ottagonale decorato da cupoletta, con decorazioni in pietra.